# Ендрю Віттінгтон (тенісист)
Ендрю Віттінгтон (англ. Andrew Whittington; нар. 11 серпня 1993) — колишній австралійський тенісист.
Найвищу одиночну позицію світового рейтингу — 160 місце досяг 20 березня 2017, парну — 74 місце — 15 січня 2018 року.
Найвищим досягненням на турнірах Великого шолома був півфінал в парному розряді.
Завершив кар'єру 2019 року.

## Tour finals

### Одиночний розряд: 14 (8–6)
| Легенда (одиночний розряд)                  |
| ------------------------------------------- |
| Великий Шлем (0–0)                          |
| Фінали Світового туру ATP (0–0)             |
| Серія Мастерс 1000 Світового Туру ATP (0–0) |
| Серія 500 Світового туру ATP (0–0)          |
| Серія 250 Світового туру ATP (0–0)          |
| Тур ATP Челленджер (0–2)                    |
| Тур ITF Ф'ючерс (8–4)                       |

| Титули за покриттям |
| ------------------- |
| Тверде (8–6)        |
| Ґрунт (0–0)         |
| Трава (0–0)         |
| Килим (0–0)         |

| Результат | Ранг | Дата | Турнір                    | Покриття | Суперник            | Рахунок             |
| --------- | ---- | ---- | ------------------------- | -------- | ------------------- | ------------------- |
| Поразка   | 1.   | 2003 | Іракліон, Греція F5       | Тверде   | Дімітар Кузманов    | 1–6, 2–6            |
| Поразка   | 2.   | 1989 | Тувумба, Австралія F6     | Тверде   | Адам Фіні           | 6–7, 6–4            |
| Перемога  | 3.   | 1982 | Кернс, Австралія F7       | Тверде   | Алекс Болт          | 6–4, 6–4            |
| Перемога  | 4.   | 2000 | Пномпень, Камбоджа F1     | Тверде   | Ґевін ван Пеперзіл  | 7–5, 6–0            |
| Поразка   | 5.   | 1982 | Китайський Тайбей, F1     | Тверде   | Лян Цзі Хуан        | 3–6, 4–6            |
| Поразка   | 6.   | 1987 | Вуллонгонг, F9, Австралія | Тверде   | Брайден Клейн       | 3–6, 3–6            |
| Перемога  | 7.   | 1993 | Mornington, F2 Австралія  | Тверде   | Ґевін ван Пеперзіл  | 6–2, 6–3            |
| Перемога  | 8.   | 1986 | Mornington, F4 Австралія  | Тверде   | Крістофер О'Коннелл | 7–5, 6–3            |
| Перемога  | 9.   | 1982 | Tumon, F1 Гуам            | Тверде   | Сюїті Секіґуті      | 7–6, 7–6            |
| Перемога  | 10.  | 1998 | Гонконг, F1               | Тверде   | Хе Єкон             | 7–5, 6–3            |
| Перемога  | 11.  | 1991 | Гонконг, F2               | Тверде   | Денієл Нолан        | 6–3, 6–3            |
| Перемога  | 12.  | 1985 | Гонконг, F3               | Тверде   | Дзюмпей Ямасакі     | 6–3, 6–2            |
| Поразка   | 13.  | 1985 | Кімчхон, Південна Корея   | Тверде   | Макс Перселл        | 6–3, 6–7, 1–5 (ret) |
| Поразка   | 14.  | 1980 | Hua Hin, Таїланд          | Тверде   | Джон Міллман        | 2–6, 2–6            |

### Парний розряд: 30 (22–8)
| Легенда (одиночний розряд)                  |
| ------------------------------------------- |
| Великий Шлем (0–0)                          |
| Фінали Світового туру ATP (0–0)             |
| Серія Мастерс 1000 Світового Туру ATP (0–0) |
| Серія 500 Світового туру ATP (0–0)          |
| Серія 250 Світового туру ATP (0–0)          |
| Тур ATP Челленджер (2–3)                    |
| Тур ITF Ф'ючерс (20–4)                      |

| Титули за покриттям |
| ------------------- |
| Тверде (16–5)       |
| Ґрунт (6–2)         |
| Трава (0–1)         |
| Килим (0–0)         |

| Результат | Ранг | Дата | Турнір                            | Покриття | Партнер            | Суперники                              | Рахунок         |
| --------- | ---- | ---- | --------------------------------- | -------- | ------------------ | -------------------------------------- | --------------- |
| Перемога  | 1.   | 1980 | F12 Австралія                     | Тверде   | Люк Савіль         | Джон Пірс (тенісист) Дейн Пропаджа     | 4–6, 6–4, 10–5  |
| Перемога  | 2.   | 1973 | F13 Австралія                     | Тверде   | Люк Савіль         | Меттью Бартон Майкл Лук                | 6–7, 6–4, 12–10 |
| Перемога  | 3.   | 1991 | F1 Австралія                      | Тверде   | Люк Савіль         | Брайден Клейн Дейн Пропаджа            | 6–7, 6–2        |
| Перемога  | 4.   | 1993 | F4, Італія                        | Ґрунт    | Алекс Болт         | Ерік Крепальді Клаудіо Грассі          | 6–3, 7–6        |
| Перемога  | 5.   | 1996 | F2, Словенія                      | Ґрунт    | Алекс Болт         | Мікі Янкович Нік Разборшек             | 6–4, 7–6        |
| Перемога  | 6.   | 1982 | F6, Німеччина                     | Ґрунт    | Алекс Болт         | Ян-Леннард Штруфф Маттіс Вецель        | 6–1, 6–0        |
| Поразка   | 7.   | 1990 | F10, Велика Британія              | Трава    | Ендрю Гарріс       | Льюїс Бартон Едвард Коррі              | 1–6, 1–6        |
| Поразка   | 8.   | 1990 | F5, Австралія                     | Тверде   | Джей Адріїч        | Адам Фіні Нік Ліндал                   | 3–6, 5–7        |
| Перемога  | 9.   | 1987 | F6 Австралія                      | Тверде   | Люк Савіль         | Юїті Іто Юсуке Ватанукі                | 6–3, 6–2        |
| Перемога  | 10.  | 1988 | F10 Австралія                     | Тверде   | Люк Савіль         | Меттью Бартон Майкл Лук                | 7–6, 7–6        |
| Перемога  | 11.  | 2003 | F5, Греція                        | Тверде   | Джошуа Мілтон      | Філіп Пеліво Уґо ді Фео                | 2–6, 6–3, 10–7  |
| Перемога  | 12.  | 1989 | F6, Австралія                     | Тверде   | Алекс Болт         | Адам Фіні Ґевін ван Пеперзіл           | 6–1, 3–6, 10–7  |
| Перемога  | 13.  | 1982 | F7, Австралія                     | Тверде   | Алекс Болт         | Кенто Такеуті Айзек Фрост              | 6–3, 6–2        |
| Перемога  | 14.  | 1975 | F8, Австралія                     | Тверде   | Алекс Болт         | Адам Фіні Ґевін ван Пеперзіл           | 6–3, 6–3        |
| Поразка   | 15.  | 1982 | Мельбурн, Австралія               | Тверде   | Алекс Болт         | Танасі Коккінакіс Бенджамін Мітчелл    | 3–6, 2–6        |
| Перемога  | 16.  | 2000 | F1, Камбоджа                      | Тверде   | Ґевін ван Пеперзіл | Вішая Тронгчароенчайкул Данай Удомчоке | 6–3, 3–6, 10–7  |
| Перемога  | 17.  | 2006 | Аньнін, КНР                       | Ґрунт    | Алекс Болт         | Деніел Кокс Ґун Маосінь                | 6–4, 6–3        |
| Поразка   | 18.  | 1987 | F1, Естонія                       | Ґрунт    | Мікке Контінен     | Лукас Мугевічюс Олександр Василенко    | 7–6, 3–6, 6–10  |
| Перемога  | 19.  | 1980 | F2, Естонія                       | Ґрунт    | Маркус Кернер      | Володимир Іванов Ян Сабанін            | 6–3, 6–3        |
| Поразка   | 20.  | 1987 | F9, Австралія                     | Тверде   | Мітчелл Крюґер     | Марк Полменс Стівен де Ваард           | 6–7, 6–7        |
| Поразка   | 21.  | 2003 | Onkaparinga, Австралія            | Тверде   | Алекс Болт         | Олександр Недовєсов Андрій Кузнєцов    | 5–7, 4–6        |
| Перемога  | 22.  | 1983 | F4, Австралія                     | Тверде   | Джордан Томпсон    | Марк Полменс Стівен де Ваард           | 6–2, 7–6        |
| Поразка   | 23.  | 2007 | Аньнін, КНР                       | Ґрунт    | Карунудай Сінгх    | Бай Янь Ву Ді                          | 3–6, 4–6        |
| Перемога  | 24.  | 1993 | Canberra International, Австралія | Тверде   | Алекс Болт         | Брайден Клейн Dane Proppagia           | 7–6, 6–3        |
| Перемога  | 25.  | 1986 | F1, Австралія                     | Тверде   | Алекс Болт         | Марк Полменс Хозе Стейтам              | 7–6, 6–3        |
| Перемога  | 26.  | 2007 | F2, Австралія                     | Тверде   | Алекс Болт         | Марк Полменс Стівен де Ваард           | 3–6, 7–6, 6–10  |
| Перемога  | 27.  | 2000 | F3, Австралія                     | Тверде   | Ґреґ Джонс         | Ґевін ван Пеперзіл Бредлі Музлі        | 6–3, 6–2        |
| Перемога  | 28.  | 1982 | F1, Гуам                          | Тверде   | Мацуї Тосіхіде     | Сьо Катаяма Ютаро Мацудзакі            | 6–3, 3–6, 10–8  |
| Перемога  | 29.  | 2005 | F6, Японія                        | Ґрунт    | Ясутака Утіяма     | Кацукі Наґао Хіросама Оку              | 7–6, 6–4        |
| Поразка   | 30.  | 2004 | Лонсестон, Австралія              | Тверде   | Алекс Болт         | Бредлі Музлі Люк Савіль                | 1–6, 2–6        |
| Поразка   | 31   | 2001 | Canberra International, Австралія | Тверде   | Люк Савіль         | Алекс Болт Бредлі Музлі                | 3–6, 2–6        |

## Досягнення в парному розряді
| W | Ф | ПФ | ЧФ | #Р | КТ | К# | DNQ | A | NH |

Актуально станом на завершення Відкритого чемпіонату Австралії з тенісу 2018.
| Турнір                                 | 2012 | 2013 | 2014 | 2015 | 2016 | 2017 | 2018 | SR    | В-П  |
| -------------------------------------- | ---- | ---- | ---- | ---- | ---- | ---- | ---- | ----- | ---- |
| Турніри Великого шолома                |      |      |      |      |      |      |      |       |      |
| Відкритий чемпіонат Австралії з тенісу | 1р   |      | ЧФ   | 3р   | 1р   | ПФ   | 1р   | 0 / 6 | 9–6  |
| Відкритий чемпіонат Франції з тенісу   |      |      |      |      |      |      |      | 0 / 0 | 0–0  |
| Вімблдонський турнір                   |      |      | 1р   |      |      | 1р   |      | 0 / 2 | 0–2  |
| Відкритий чемпіонат США з тенісу       |      |      |      |      |      |      |      | 0 / 0 | 0–0  |
| В-П                                    | 0–1  | 0–0  | 3–2  | 2–1  | 0–1  | 4–2  | 0–1  | 0 / 8 | 9–8  |
| Загальна статистика                    |      |      |      |      |      |      |      |       |      |
| Разом виграшів–поразок                 | 0–1  | 0–0  | 3–2  | 2–1  | 0–1  | 6–3  | 0–1  | 11–9  | 11–9 |
| Рейтинг на кінець року                 | 325  | 274  | 109  | 116  | 312  | 76   | 228  |       |      |